# Петраково (Рамешковский район)
Петраково  — деревня в Рамешковском районе Тверской области.

## География
Находится в восточной части Тверской области на расстоянии приблизительно 15 км на северо-восток по прямой от районного центра поселка Рамешки.

## История
Известна с 1627—1629 годов. В 1859 году в русской владельческой деревне Петроково 19 дворов, в 1887 — 32. В советское время работали колхозы «Путь к социализму», «Великий путь» и совхоз «Заклинский». В 2001 году 18 домов принадлежали постоянным жителям, а 4 наследникам и дачникам. До 2021 года входила в состав сельского поселения Заклинье до его упразднения.

## Население
Численность населения: 128 человек (1859 год), 176 (1887), 121 (1936), 42 (1989), 50 (русские 56 %, карелы 16 %) в 2002 году, 55 в 2010.